# Spartaco Bandinelli
Spartaco Bandinelli (Velletri, 19 marzo 1921 – Velletri, 17 febbraio 1997) è stato un pugile italiano, medaglia d'argento, nei pesi mosca, ai Giochi olimpici di Londra 1948.

## Carriera
Iniziò a boxare a livello amatoriale all'età di 16 anni. Interrotte le attività sportive a causa del conflitto mondiale, venne arruolato nell'esercito italiano. Al termine della guerra entrò a far parte dell'AS Audace, una polisportiva romana. Fu notato, in occasione dei campionati nazionali a Vigevano dall'allenatore della nazionale pugilistica italiana, l'ungherese Steve Klaus. Questi gli dischiuse le porte della nazionale.
Nel 48' Bandinelli si aggiudicò i campionati italiani assoluti, a Milano, battendo Aroldi. Venne quindi chiamato al ritiro della nazionale a Porto Recanati, in preparazione alle Olimpiadi di Londra.
Ai Giochi batté il finlandese Olli Lehtinen, il singalese Leslie Handunge, lo spagnolo Luis Martínez e il sudcoreano Han Su-An. Cedette solo in finale di fronte all'argentino Pascual Pérez, forse il più grande peso mosca di tutti i tempi.
Ha combattuto ancora per tutto il 1949 e poi ha abbandonato l'attività agonistica senza mai passare al professionismo.

## Riconoscimenti
Il comune di Velletri gli ha dedicato il Palazzetto dello Sport inaugurato nel 2008.

## Palmarès
| Anno | Manifestazione  | Sede   | Evento     | Risultato | Note  |
| ---- | --------------- | ------ | ---------- | --------- | ----- |
| 1948 | Giochi olimpici | Londra | Pesi mosca | Argento   | [ 4 ] |